# Обличчя Фу Манчу
Обличчя Фу Манчу (англ. The Face of Fu Manchu) — фантастичний британсько-німецький трилер 1965 року.

## Сюжет
Страшні вбивства, що відбуваються в Лондоні, привертають увагу поліціянта Найленда Сміта. Судячи з почерку злочинів, це справа рук загадкового Фу Манчу, якого стратили кілька років тому. Але той не помер, а живе в таємному притулку під Темзою. Використовуючи мак, знайдений у Тибеті, Фу Манчу за допомогою викрадених вчених збирається виготовити розчин, кілька крапель якого можуть вбити тисячі людей, щоб змусити світ заплатити йому викуп.

## У ролях
| Актор                    | Роль             |
| ------------------------ | ---------------- |
| Крістофер Лі             | Фу Манчу         |
| Найджел Грін             | Нейланд Сміт     |
| Йоахим Фуксбергер        | Карл Яннсен      |
| Карін Дор                | Марія Мюллер     |
| Джеймс Робертсон Джастіс | сер Чарльз       |
| Говард Меріон-Кроуфорд   | доктор Петрі     |
| Тсаі Чин                 | Лін Тан          |
| Вальтер Рилла            | професор Мюллер  |
| Гаррі Броган             | професор Гаскелл |
| Франческа Ту             | Лотос            |